# Sports Club Villa Jogoo Uganda
O Villa Sports Club é um clube de futebol de Kampala, em Uganda. Eles mandam seus jogos no National Stadium. O nome do clube foi inspirado em um clube Inglês, o Aston Villa FC.

## Campanhas do clube
- Copa Africana dos Campeões

1991 – vice-campeões
- Ugandan Premier League: 16

1982, 1984, 1986, 1987, 1988, 1989, 1990, 1992, 1994, 1998, 1999, 2000, 2001, 2002, 2003, 2004
- Ugandan Cup: 8

1983, 1986, 1988, 1989, 1998, 2000, 2002, 2009
- Copa Interclubes da CECAFA: 3

1987, 2003, 2005
- East African Hedex Super Cup: 1

1999-00

## Jogadores notáveis
- Santiago Hamza Droma
- Paul Hasule
- Nestroy Kizito
- Hassan Mubiru
- Andrew Mukasa
- Majid Musisi
- Andrew Mwesigwa[1]
- Eugene Sepuya